# NBA 2K18
NBA 2K18 es un videojuego de simulación de baloncesto desarrollado por Visual Concepts y publicado por 2K Sports. Es la 19.ª entrega de la franquicia NBA 2K y el sucesor de la NBA 2K17. Fue lanzado en septiembre de 2017 para Microsoft Windows, Nintendo Switch, PlayStation 4, PlayStation 3, Xbox One y Xbox 360. Kyrie Irving de Boston Celtics sirve como atleta cubierta de la edición regular del juego, mientras que Shaquille O'Neal es el atleta de tapa para las ediciones especiales. DeMar DeRozan es el atleta de cubierta para el juego en Canadá.
NBA 2K18, al igual que los juegos anteriores de la serie, se basa en el deporte del baloncesto; más específicamente, simula la experiencia de la Asociación Nacional de Baloncesto (NBA). Varios modos de juego están presentes, incluyendo el equipo de gestión MyGM y MyLeague, que fueron un énfasis considerable durante el desarrollo. El juego cuenta con una banda sonora con licencia que consta de 49 canciones. 
Este fue el último NBA 2K para consolas de Old-Gen como la Xbox 360 y la PlayStation 3 respectivamente.

## Jugabilidad
NBA 2K18 es un videojuego de simulación de baloncesto que, al igual que los juegos anteriores de la serie, se esfuerza por representar de manera realista la Asociación Nacional de Baloncesto (NBA), así como las mejoras actuales sobre las cuotas anteriores. El jugador juega principalmente juegos de la NBA con la vida real o los jugadores y equipos personalizados; los juegos siguen las reglas y los objetivos de los juegos de la NBA. Varios modos de juego están presentes y muchos ajustes se pueden personalizar.
El juego devolvió los modos de juego MyGM y MyLeague, que la tarea del jugador con la gestión de todas las operaciones de baloncesto para un equipo específico, fueron un punto de énfasis durante el desarrollo. MyGM está más centrado en el realismo, mientras que MyLeague ofrece más opciones de personalización. El modo MyGM intenta introducir más interacciones y estilo cutscene que los juegos anteriores en un intento de darle al modo una historia, que se denomina "El próximo capítulo", similar al modo MyCareer de la serie. Además, se han hecho varias adiciones a la modalidad que atiende al más reciente convenio colectivo de la NBA, y la NBA G League, la organización oficial de baloncesto de la liga menor de la NBA, está presente.

## Desarrollo y lanzamiento
NBA 2K18 fue oficialmente confirmada en enero de 2017 y será lanzado el 19 de septiembre de 2017. Los jugadores que preordenan el juego lo reciben el 15 de septiembre de 2017. Será el primer juego de la serie que se lanzará para Nintendo Switch; también será lanzado para PlayStation 4, PlayStation 3, Xbox One, Xbox 360 y Microsoft Windows. Kyrie Irving de los Boston Celtics es el atleta de cobertura. Las versiones de la edición especial del juego, que incluyen varios extras físicos y digitales, cuentan con Shaquille O'Neal como el atleta de cobertura. O'Neal fue previamente el atleta de cobertura de NBA 2K6 y NBA 2K7. En Canadá, DeMar DeRozan de Toronto Raptors es el atleta de cubierta.
Al igual que en los juegos anteriores de la serie, NBA 2K18 cuenta con una banda sonora con licencia. Consta de 49 canciones. Las primeras capturas de pantalla del juego fueron lanzadas en julio de 2017.

## Enliaces externos
- Sitio web oficial

- Datos: Q30203644